# Перчиле
Перчиле (итал. Percile) — коммуна в Италии, располагается в регионе Лацио, в провинции Рим.
Население составляет 225 человек (2008 г.), плотность населения составляет 13 чел./км². Занимает площадь 18 км². Почтовый индекс — 20. Телефонный код — 0774.
Покровительницей коммуны почитается святая Лукия Сиракузская, дева, празднование 13 декабря.

## Демография
Динамика населения:

## Администрация коммуны
- Официальный сайт: https://web.archive.org/web/20150426101637/http://comunedipercile.it/